# Хаген, Стеффен
Стеффен Хаген (норв. Steffen Hagen; род. 8 марта 1986, Кристиансанн, Вест-Агдер) — норвежский футболист, защитник клуба «Одд». Выступал за сборную Норвегии.

## Клубная карьера

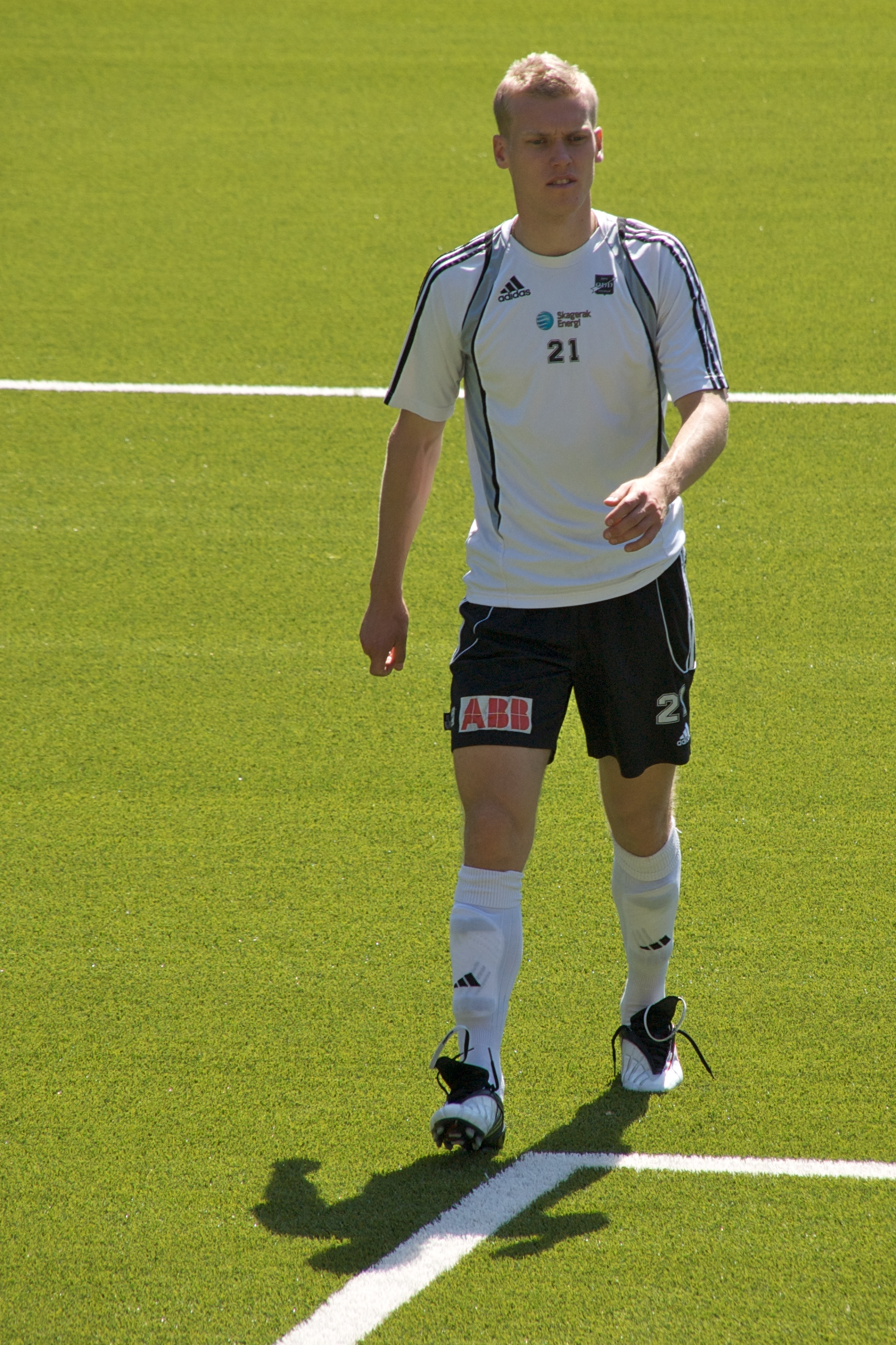
Хаген в составе «Одда»

Хаген начал карьеру в клубе первого дивизиона Норвегии «Мандальскамератене». В 2006 году он перешёл в «Одд». В том же году в матче против «Волеренги» Стеффен дебютировал в Типпелиге. В конце сезона он завоевал место в основе. В марте 2007 года он был выбран капитаном команды. По итогам сезона «Одд» вылетел в первый дивизион, но Хаген остался в команде и через год помог ей вернуться в элиту. 21 июля 2009 года в матче против «Люна» Стеффен забил свой первый гол в Типпелиге. В 2014 году Хаген помог «Одду» выйти в финал Кубка Норвегии и получить право представлять свою страну на будущий год в еврокубках. В июле в матчах квалификации Лиги Европы против молдавского «Шерифа» и ирландского «Шемрок Роверс» Стеффен забил два гола.

## Международная карьера
18 января 2012 года в матче Кубка Короля Таиланда против сборной Таиланда Хаген дебютировал за сборную Норвегии.

## Статистика

### Матчи Хагена за сборную Норвегии
| Матчи Хагена за сборную Норвегии | Матчи Хагена за сборную Норвегии | Матчи Хагена за сборную Норвегии | Матчи Хагена за сборную Норвегии | Матчи Хагена за сборную Норвегии | Матчи Хагена за сборную Норвегии |
| -------------------------------- | -------------------------------- | -------------------------------- | -------------------------------- | -------------------------------- | -------------------------------- |
| №                                | Дата                             | Соперник                         | Счёт                             | Голы Хагена                      | Соревнование                     |
| 1                                | 18 января 2012                   | Таиланд                          | 1:0                              | —                                | Товарищеский матч                |
| 2                                | 21 января 2012                   | Республика Корея                 | 0:3                              | —                                | Товарищеский матч                |
| 3                                | 27 августа 2014                  | ОАЭ                              | 0:0                              | —                                | Товарищеский матч                |

Итого: 3 матча / 0 голов; 1 победа, 1 ничья, 1 поражение.